# Lupraea bifenestrata
Lupraea bifenestrata es una especie de insecto coleóptero de la familia Chrysomelidae. Fue descrita científicamente en 1986 por Bechyne.